# バス・ストップ (平浩二の曲)
「バス・ストップ」は、1972年9月1日に発売された平浩二の7作目のシングル。

## 解説
- 1972年9月1日にテイチクレコードより発売。
- 平浩二としてはデビュー3年目にしての初の大ヒットとなり代表曲となった。
- オリコンヒットチャート最高順位第11位、オリコンセールスは22.4万枚、累計売り上げ枚数はミリオンセラーに達した[1]。
- 1972年〜1973年の有線放送リクエストでは第1位を獲得[2]
- 楽曲中のバス・ストップの舞台となったのは渋谷駅東口のバスターミナルだった[3]。
- 1982年に明治製菓（現・明治）「明治チョコレート キュービィカット」のCMソングに採用され再レコーディング盤が発売された[4]。

## エピソード
平を歌手として世に送り出した日本音楽出版のプロデューサー・村上司は、彼のファルセットを気に入り新曲に活かそうとした。そこでファルセットの出だしが印象的な、アメリカのプラターズのミリオンセラー曲『オンリー・ユー』にヒントを得て『バス・ストップ』が作曲された。
一方平は自分の声にピッタリの楽曲をもらいワクワクしたが、レコーディングでは歌い出しの「♪バスを～」で熱のある指導をされた。スタッフから「この曲は『♪バスを〜』の『を』のファルセットで売れるかどうかが決まるんだ！『を』はこの曲の命なんだぞ！」と注意され、何度か録り直しを重ねたという。

## 収録曲
※オリジナル版（1972年9月1日発売／SN-1270）
1. バス・ストップ（3分28秒）
作詞：千家和也／作曲・編曲：葵まさひこ
2. 涙になるばかり（2分46秒）
作詞：有馬三恵子／作曲・編曲：曽根幸明

※再レコーディング版（1982年10月1日発売／L-1613）
- 全曲作詞：千家和也／作曲・編曲：葵まさひこ

1. バス・ストップ（3分29秒）
2. 夢物語（3分33秒）

※共に楽曲の版権は渡辺音楽出版にある。

## タイアップ
- 1982年「明治チョコレート」

## カバー
- プリシラ・チャン『紅茶館（中国語版）』（1992年）広東語カバー。1992年度十大中文金曲得獎名單受賞。
- 米米CLUB - ライブビデオ『米米CLUB大全集Vol.15 完結編 英雄伝説 AU SHARISHARISM』（1992年）に収録。1991年11月の横浜アリーナライブの映像化作品。
- 髙橋真梨子 - カバーアルバム『ClaChic -クラシック-』（2015年）に収録。